# Sviatoslav Teofilovich Richter
Sviatoslav Teofilovich Richter (tiếng Nga: Святосла́в Теофи́лович Ри́хтер Svjatoslav Teofilovič Rikhter; 20 tháng 3 năm 1915 – 1 tháng 8 năm 1997) là một nghệ sĩ piano Liên Xô, được thừa nhận là một trong các nghệ sĩ piano vĩ đại nhất của thế kỷ 20. Richter nổi tiếng với cách thể hiện sâu sắc, kỹ thuật điêu luyện và danh mục biểu diễn phong phú.